# A Miss Universe versenyben részt vett országok listája
A Miss Universe nemzetközi szépségversenyen részt vett országok és területek listája. 

## Aktív országok
A Miss Universe versenyen aktívak azok az országok, amelyek az elmúlt öt verseny (2007, 2008, 2009, 2010, 2011) közül legalább egyre küldtek versenyzőt.

| Ország/Territórium        | Első részvétel | Részvétel évei                                                                                                  | Nemzeti cím                              | Legjobb helyezés | Legutóbbi helyezés                           | Megjegyzés |
| ------------------------- | -------------- | --- | ---------------------------------------- | --- | -------------------------------------------- | --- |
| Albánia                   | 2002           | 2002-2003, 2005-                                                                                                | Miss Universe Albania                    | Top 10 - Anisa Kospiri (2002) - Angela Martini (2010) | 2010 - Angela Martini (Top 10)               | |
| Amerikai Virgin-szigetek  | 1961           | 1961-1962, 1967-1968, 1971-1989, 1991-1993, 1995, 1997-1999, 2001-2002, 2005-2007, 2010-                        | Miss USVI Universe                       | Top 12 - Cherrie Raphaelia Creque (1971) | 1971 - Cherrie Raphaelia Creque (Top 12)     | 1978-ig Virgin-szigetekként versenyzett |
| Angola                    | 1998           | 1998- | Miss Angola                              | Győztes - Leila Lopes (2011) | 2011 - Leila Lopes (Győztes)                 | |
| Antigua és Barbuda        | 1977           | 1977, 1979, 2001-2008                                                                                           | Miss Antigua és Barbuda                  | - | -                                            | Antiguaként versenyzett 1977-ben és 1979-ben. |
| Argentína                 | 1954           | 1954-1964, 1966-1994, 1996-2001, 2003, 2006-                                                                    | Miss Universo Argentina                  | Győztes - Norma Nolan (1962) | 2006 - Magali Romitelli (Top 20)             | |
| Aruba                     | 1964           | 1964-1984, 1986, 1989-1990, 1992-                                                                               | Miss Aruba                               | 2. helyezett - Taryn Mansell (1996) | 1996 - Taryn Mansell (2. helyezett)          | |
| Ausztrália                | 1952           | 1952-1954, 1958, 1964-1965, 1968-1990, 1992-2000, 2002-                                                         | Miss Universe Australia                  | Győztes - Kerry Anne Wells (1972) - Jennifer Hawkins (2004) | 2011 - Sherri-Lee Biggs (TOP 10)             | |
| Bahama-szigetek           | 1963           | 1963-1972, 1974-1983, 1985-                                                                                     | Miss Bahamas                             | - | -                                            | |
| Barbados                  | 1976           | 1976-1979, 1984-1987, 1999, 2003-2005, 2007                                                                     | Miss Barbados Universe                   | - | -                                            | |
| Belgium                   | 1952           | 1952-1986, 1988-1989, 1991-1994, 1996-                                                                          | Miss Belgium                             | 5. helyezett - Dominique Van Eeckhoudt (1981) | 2010 - Cilou Annys (Top 15)                  | |
| Belize                    | 1975           | 1975, 1977-1991, 1993, 1995-2000, 2003-2005, 2007                                                               | Miss Belize Universe                     | Top 12 - Sarita Diana Acosta (1979) | 1979 - Sarita Diana Acosta (Top 12)          | |
| Bolívia                   | 1959           | 1959- | Miss Bolivia                             | Top 6 - Rosario Rico Toro (1990) | 2006 - Desiree Durán (Top 10)                | |
| Botswana                  | 1999           | 1999-2001, 2004, 2010-                                                                                          | Miss Universe Botswana                   | Győztes - Mpule Kwelagobe (1999) | 1999 - Mpule Kwelagobe (Győztes)             | |
| Brazília                  | 1954           | 1954-1989, 1991-                                                                                                | Miss Brasil                              | Győztes - Iêda Maria Vargas (1963) - Martha Vasconcellos (1968) | 2011 - Priscila Machado (3. helyezett)       | |
| Brit Virgin-szigetek      | 1977           | 1977, 1979-2002, 2010-                                                                                          | Miss Brit Virgin-szigetek                | - | -                                            | |
| Bulgária                  | 1991           | 1991-2007, 2009                                                                                                 | Miss Bulgária                            | - | -                                            | |
| Chile                     | 1952           | 1952, 1954-1956, 1958, 1960-1961, 1964, 1966-1970, 1972-2002, 2004-2006 2011                                    | Miss Universo Chile                      | Győztes - Cecilia Bolocco (1987) | 2004 - Gabriela Barros (Top 15)              | |
| Ciprus                    | 1973           | 1973-1974, 1981, 1983-1987, 1992-                                                                               | Star Kypros                              | Top 10 - Demetra Eleftheriou (2002) | 2002 - Demetra Eleftheriou (Top 10)          | |
| Costa Rica                | 1954           | 1954-1960, 1962-                                                                                                | Miss Costa Rica                          | Top 10 - Nancy Soto (2004) - Johanna Solano (2011) | 2011 - Johanna Solano (Top 10)               | |
| Curaçao                   | 1963           | 1963-1978, 1980-1989, 1991-1999, 2001-2005, 2007-                                                               | Miss Universe Curaçao                    | 2. helyezett - Anne Marie Braafheid (1968) | 1997 - Verna Vasquez (Top 6)                 | |
| Csehország                | 1993           | 1993, 1995- | Česká Miss                               | Top 10 - Pavlina Barbuková (1993) - Kateřina Smrzová (2003) - Iveta Lutovská (2009)                                                                                       | 2010 - Jitka Válková (Top 15)                | |
| Dánia                     | 1952           | 1952-1953, 1958-1961, 1963-1970, 1972-1973, 1975-1990, 1992-1996, 2000, 2004-2008, 2010-                        | Miss Universe Denmark                    | 2. helyezett - Aino Korwa (1963) | 2007 - Zaklina Sojic (Top 15)                | |
| Dél-afrikai Köztársaság   | 1952           | 1952-1953, 1960-1968, 1975-1979, 1981-1984, 1995-                                                               | Miss South Africa                        | Győztes - Margaret Gardiner (1978) | 2010 - Nicole Flint (Top 10)                 | Az apartheid miatt Dél-Afrika nem versenyezhetett 1985 és 1994 között. |
| Dél-Korea                 | 1954           | 1954-1955, 1957-                                                                                                | Miss Korea                               | 2. helyezett - Jang Yoon-jeong (1988) | 2007 - Honey Lee (4. helyezett)              | |
| Dominikai Köztársaság     | 1956           | 1956, 1962-1965, 1967-                                                                                          | Miss República Dominicana Universo       | Győztes - Amelia Vega (2003) | 2009 - Ada Aimée de la Cruz (2. helyezett)   | |
| Ecuador                   | 1955           | 1955-1966, 1968-1972, 1975-                                                                                     | Miss Ecuador                             | Top 12/10 - Lucía Isabel Vinueza (1981) - Susana Rivadeneira (2004) | 2004 - Susana Rivadeneira (Top 10)           | |
| Egyiptom                  | 1987           | 1987-1990, 1992, 1994-                                                                                          | Miss Egypt Universe                      | - | -                                            | |
| Salvador                  | 1954           | 1954-1955, 1972-1979, 1982-                                                                                     | Nuestra Belleza El Salvador              | 2. helyezett - Maribel Arrieta (1955) | 1996 - Milena Mayorga (Top 10)               | |
| Észtország                | 1993           | 1993-2004, 2006-2009 2011                                                                                       | Eesti Miss Estonia                       | Top 10 - Kristiina Heinmets (1997) - Evelyn Mikomägi (2000) | 2000 - Evelyn Mikomägi (Top 10)              | |
| Etiópia                   | 2004           | 2004-2006, 2009                                                                                                 | Miss Universe Ethiopia                   | Top 20 - Dina Fekadu (2006) | 2006 - Dina Fekadu (Top 20)                  | |
| Finnország                | 1952           | 1952-1955, 1960-                                                                                                | Miss Suomi, Fröken Finland               | Győztes - Armi Kuusela (1952) - Anne Marie Pohtamo (1975) | 1996 - Lola Odusoga (3. helyezett)           | |
| Franciaország             | 1952           | 1952- | Miss France                              | Győztes - Christiane Martel (1953) | 2011 - Laury Thilleman (Top 10)              | |
| Fülöp-szigetek            | 1952           | 1952-1959, 1962-                                                                                                | Binibining Pilipinas                     | Győztes - Gloria Diaz (1969) - Margarita Moran (1973) | 2011 - Samcey Supsup (4. helyezett)          | |
| Ghána                     | 1991           | 1991, 1993, 1996, 1998-2002, 2004, 2006, 2008-                                                                  | Miss Universe Ghana                      | Top 10 - Akuba Cudjoe (1999) | 1999 - Akuba Cudjoe (Top 10)                 | |
| Görögország               | 1952           | 1952-1987, 1989-                                                                                                | Star Hellas                              | Győztes - Corinna Tsopei (1964) | 2005 - Evangelia Aravani (Top 15)            | |
| Grúzia                    | 2004           | 2004- | Mis Sakartvelo                           | - | -                                            | |
| Guam                      | 1966           | 1966-1995, 1998, 2000, 2008-                                                                                    | Miss Guam Universe                       | 2. helyezett - Patty Chong Kerkos (1982) | 1982 - Patty Chong Kerkos (2. helyezett)     | |
| Guatemala                 | 1955           | 1955-1959, 1961, 1975-1976, 1978-                                                                               | Miss Guatemala                           | Top 10 - Ilma Urrutia (1984) - Jessica Scheel (2010) | 2010 - Jessica Scheel (Top 10)               | |
| Guyana                    | 1956           | 1956, 1958, 1963-1966, 1999, 2002-2007, 2009-                                                                   | Miss Guyana Universe                     | - | -                                            | Brit Guyanaként versenyzett 1966-ig. |
| Haiti                     | 1962           | 1962, 1968, 1975, 1977, 1985, 1989, 2010-                                                                       | Miss Haiti Universe                      | 2. helyezett - Gerthie David (1975) | 1975 - Gerthie David (2. helyezett)          | |
| Hollandia                 | 1956           | 1956, 1958-1996, 1998, 2000-2005, 2008-                                                                         | Miss Universe Netherlands                | Győztes - Angela Visser (1989) | 2011 - Kelly Weekers (Top 16)                | |
| Honduras                  | 1954           | 1954-1955, 1967-1974, 1976-1990, 1992-1994, 1996-2002, 2007-                                                    | Miss Universo Honduras                   | Top 15 - Pastora Pagán (1955) | 1955 - Pastora Pagán (Top 15)                | |
| Horvátország              | 1997           | 1997- | Miss Universe Croatia                    | Top 15 - Sarah Ćosić (2009) | 2009 - Sarah Ćosić (Top 15)                  | |
| India                     | 1952           | 1952, 1964-1987, 1989-                                                                                          | Miss Universe India                      | Győztes - Sushmita Sen (1994) - Lara Dutta (2000) | 2007 - Puja Gupta (Top 10)                   | |
| Indonézia                 | 1974           | 1974-1977, 1980, 1982-1983, 1995-1996, 2005-                                                                    | Puteri Indonesia                         | Top 15 - Artika Sari Devi (2005) | 2005 - Artika Sari Devi (Top 15)             | |
| Írország                  | 1961           | 1961-2006, 2008-                                                                                                | Miss Universe Ireland                    | 2. helyezett - Marlene McKeown (1963) - Roberta Brown (1983) | 2010 - Rozanna Purcell (Top 10)              | |
| Izland                    | 1956           | 1956-1957, 1959-1972, 1974-1986, 1988-1997, 2006, 2009                                                          | Ungfrú Ísland                            | 2. helyezett - Anna Geirsdóttir (1962) | 2009 - Ingibjörg Egilsdóttir (Top 15)        | |
| Izrael                    | 1952           | 1952, 1954- | Miss Israel                              | Győztes - Rina Messinger (1976) | 2005 - Elena Ralph (Top 10)                  | |
| Jamaica                   | 1961           | 1961-1975, 1986-                                                                                                | Miss Jamaica Universe                    | 2. helyezett - Yendi Phillipps (2010) | 2010 - Yendi Phillipps (2. helyezett)        | |
| Japán                     | 1952           | 1952-1995, 1998-                                                                                                | Miss Universe Japan                      | Győztes - Akiko Kojima (1959) - Riyo Mori (2007) | 2008 - Hiroko Mima (Top 15)                  | |
| Kajmán-szigetek           | 1980           | 1980-1985, 1989-1996, 1999-2004, 2006, 2008-2009 2011                                                           | Miss Kajmán-szigetek                     | - | -                                            | |
| Kanada                    | 1952           | 1952- | Miss Universe Canada                     | Győztes - Karen Baldwin (1982) - Natalie Glebova (2005) | 2006 - Alice Panikian (Top 10)               | |
| Kazahsztán                | 2006           | 2006-2008, 2010-                                                                                                | Miss Kazakhstan                          | - | -                                            | |
| Kína                      | 2002           | 2002- | Miss Universe China                      | 3. helyezett - Zhuo Ling (2002) | 2011 - Luo Zi Lin (5. helyezett)             | |
| Kolumbia                  | 1958           | 1958- | Señorita Colombia                        | Győztes - Luz Marina Zuluaga (1958) | 2011 - Catalina Robayo (Top 16)              | |
| Koszovó                   | 2008           | 2008- | Miss Universe Kosovo                     | 3. helyezett - Marigona Dragusha (2009) | 2011 - Aferdita Dreshaj (Top 16)             | |
| Lengyelország             | 1958           | 1958-1959, 1984-1986, 1989-                                                                                     | Miss Polonia                             | 4. helyezett - Brygida Bziukiewicz (1986) - Joanna Gapińska (1989) | 1989 - Joanna Gapińska (4. helyezett)        | |
| Libanon                   | 1955           | 1955, 1960-1962, 1966, 1968, 1970-1971, 1973-1975, 1977-1978, 1983-1988, 1991-1993, 1996-2001, 2004-2007, 2009- | Miss Libanon                             | Győztes - Georgina Rizk (1971) | 1973 - Marcelle Herro (Top 12)               | |
| Magyarország              | 1992           | 1992- | Miss Universe Hungary                    | Top 15 - Dammak Jázmin (2008) | 2008 - Dammak Jázmin (Top 15)                | |
| Malajzia                  | 1962           | 1962, 1964- | Miss Universe Malaysia                   | Top 15 - Josephine Lena Wong Jaw Leng (1970) | 1970 - Josephine Lena Wong Jaw Leng (Top 15) | Malayaként versenyzett 1962-ben. |
| Mauritius                 | 1975           | 1975-1977, 1979, 1989-1995, 1997-2000, 2002-2003, 2005-                                                         | Miss Mauritius                           | - | -                                            | |
| Mexikó                    | 1952           | 1952-1959, 1965, 1967-                                                                                          | Nuestra Belleza México                   | Győztes - Lupita Jones (1991) - Ximena Navarrete (2010) | 2010 - Ximena Navarrete (Győztes)            | |
| Montenegró                | 2007           | 2007-2009 2011                                                                                                  | Miss Montenegro                          | - | -                                            | |
| Egyesült Királyság        | 1952           | 1952, 1991-1996, 1998-2000, 2005-2006, 2008-                                                                    | Miss Universe Great Britain              | - | -                                            | 1952-ben mint Nagy-Britannia; 1955-1990 között mint Anglia, Skócia és Wales; 1991-ben mint Egyesült Királyság; 1992 és 2000 között mint Nagy-Britannia; 2005-ben mint Egyesült Királyság versenyzett, és 2009 óta mint Nagy-Britannia. |
| Namíbia                   | 1981           | 1981-1984, 1991-2000, 2002-2003, 2005-2006, 2009                                                                | Miss Namibia                             | Győztes - Michelle McLean (1992) | 2003 - Ndapewa Alfons (Top 10)               | |
| Németország               | 1952           | 1952- | Miss Universe Germany                    | Győztes - Marlene Schmidt (1961) | 2002 - Natascha Börger (Top 10)              | |
| Nicaragua                 | 1955           | 1955, 1963, 1968-1971, 1973-1978, 1991-1995, 1999, 2001-                                                        | Miss Nicaragua                           | Top 10 - Xiomara Blandino (2007) | 2007 - Xiomara Blandino (Top 10)             | |
| Nigéria                   | 1964           | 1964, 1987-1995, 1998-                                                                                          | Most Beautiful Girl in Nigeria           | Top 10 - Agbani Darego (2001) | 2001 - Agbani Darego (Top 10)                | |
| Norvégia                  | 1952           | 1952-1955, 1958-1973, 1976-1996, 1998, 2000-2010                                                                | Frøken Norge                             | Győztes - Mona Grudt (1990) | 2005 - Helene Tråsavik (Top 15)              | |
| Olaszország               | 1952           | 1952-1991, 1993-2005, 2007-                                                                                     | Miss Universe Italy                      | 2. helyezett - Daniela Bianchi (1960) - Roberta Capua (1987) | 2008 - Claudia Ferraris (Top 10)             | |
| Oroszország               | 1994           | 1994- | Miss Oroszország                         | Győztes (Megfosztották a címétől) - Oxana Fedorova (2002) | 2010 - Irina Antonenko (Top 15)              | |
| Panama                    | 1952           | 1952-1954, 1964-1967, 1970-1971, 1973-1987, 1991-                                                               | Señorita Panamá                          | Győztes - Justine Pasek (2002) | 2011 - Sheldry Sáez (Top 10)                 | |
| Paraguay                  | 1957           | 1957-1958, 1960-1967, 1970, 1972-2001, 2004-                                                                    | Miss Universo Paraguay                   | 4. helyezett - Yanina González (2004) - Lourdes Arévalos (2006) | 2006 - Lourdes Arévalos (4. helyezett)       | |
| Peru                      | 1952           | 1952-1972, 1975-                                                                                                | Miss Peru                                | Győztes - Gladys Zender (1957) | 2005 - Débora Sulca (Top 10)                 | |
| Portugália                | 1960           | 1960, 1962, 1965 1970-1974, 1979, 1981-1990 1992-2002, 2011                                                     | Miss Universo Portugal                   | Top 10 - Laura Goncalves 2011 | 2011 - Laura Goncalves (Top 10)              | |
| Puerto Rico               | 1952           | 1952-1957, 1961-                                                                                                | Miss Universe Puerto Rico                | Győztes - Marisol Malaret (1970) - Deborah Carthy-Deu (1985) - Dayanara Torres (1993) - Denise Quiñones (2001) - Zuleyka Rivera (2006)                                    | 2011 - Viviana Ortiz (Top 16)                | |
| Románia                   | 1991           | 1991-1998, 2009-                                                                                                | Miss Universe Romania                    | - | -                                            | |
| Saint Lucia               | 1977           | 1977, 2006-2007, 2011                                                                                           | Miss Universe St. Lucia                  | - | -                                            | |
| Saint-Martin              | 2000           | 2000, 2006 | Miss Universe St. Martin                 | - | -                                            | |
| Spanyolország             | 1960           | 1960- | Miss España                              | Győztes - Amparo Muñoz (1974) | 2008 - Claudia Moro (Top 10)                 | |
| Srí Lanka                 | 1955           | 1955, 1957, 1961-1966, 1968-1970, 1973-1983, 1985-1996, 2005-2006, 2008, 2010-                                  | Miss Sri Lanka Universe                  | 3. helyezett - Maureen Hingert (1955) | 1955 - Maureen Hingert (3. helyezett)        | Ceylonként versenyzett 1973-ig. |
| Svájc                     | 1953           | 1953, 1960-1984, 1986-1990, 1992-                                                                               | Miss Schweiz, Miss Suisse, Miss Svizzera | 3. helyezett - Lauriane Gilliéron (2006) | 2009 - Whitney Toyloy (Top 10)               | |
| Svédország                | 1952           | 1952-2004, 2006, 2009-                                                                                          | Miss Universe Sweden                     | Győztes - Hillevi Rombin (1955) - Margareta Arvidsson (1966) - Yvonne Ryding (1984)                                                                                       | 2009 - Renate Cerljen (Top 15)               | |
| Szerbia                   | 2007           | 2007- | Miss Srbije                              | - | -                                            | |
| Szingapúr                 | 1954           | 1954, 1958, 1962, 1966-                                                                                         | Miss Singapore Universe                  | Top 10/12 - Kathie Lee Lee Beng (1983) - Marion Nicole Teo (1987) | 1987 - Marion Nicole Teo (Top 10)            | |
| Szlovákia                 | 1994           | 1994- | Miss Universe Slovenskej Republiky       | Top 6 - Silvia Lakatošová (1994) | 1994 - Silvia Lakatošová (Top 6)             | |
| Szlovénia                 | 2001           | 2001- | Miss Universe Slovenije                  | Top 15 - Tjaša Kokalj (2007) | 2007 - Tjaša Kokalj (Top 15)                 | |
| Tanzánia                  | 2007           | 2007- | Miss Universe Tanzania                   | Top 10 - Flaviana Matata (2007) | 2007 - Flaviana Matata (Top 10)              | |
| Thaiföld                  | 1954           | 1954, 1959, 1965-1966, 1968-1969, 1971-                                                                         | Miss Thailand Universe                   | Győztes - Apasra Hongsakula (1965) - Porntip Nakhirunkanok (1988) | 2007 - Farung Yuthithum (Top 15)             | |
| Törökország               | 1952           | 1952-1953, 1956-1957, 1959, 1961-1976, 1978-1984, 1986-1999, 2001-2006, 2008-                                   | Miss Türkiye                             | Top 10 - Jülide Ateş (1990) | 1990 - Jülide Ateş (Top 10)                  | |
| Trinidad és Tobago        | 1963           | 1963-1964, 1966, 1971, 1973-1991, 1993-2006, 2008, 2010-                                                        | Miss Trinidad and Tobago Universe        | Győztes - Janelle Commissiong (1977) - Wendy Fitzwilliam (1998) | 2006 - Kenisha Thom (Top 10)                 | Trinidadként versenyzett 1963-ban és 1964-ben. |
| Turks- és Caicos-szigetek | 1980           | 1980-1997, 1999-2001, 2004-2008, 2011                                                                           | Miss Turks and Caicos                    | Top 10 - Carmelita Ariza (1987) | 1987 - Carmelita Ariza (Top 10)              | |
| Új-Zéland                 | 1954           | 1954, 1960, 1962-1989, 1992-2001, 2003, 2006-                                                                   | Miss Universe New Zealand                | Győztes - Lorraine Downes (1983) | 1992 - Lisa Maree de Montalk (Top 10)        | |
| Ukrajna                   | 1995           | 1995- | Miss Ukraine Universe                    | 2. helyezett - Olesszia Sztefanko (2011) | 2011 - Olesszia Sztefanko (2. helyezett)     | |
| Uruguay                   | 1952           | 1952-1965, 1967-2002, 2004-                                                                                     | Miss Universo Uruguay                    | 5. helyezett - Andrea López (1985) | 1985 - Andrea López (5. helyezett)           | |
| USA                       | 1952           | 1952- | Miss USA                                 | Győztes - Miriam Stevenson (1954) - Carol Morris (1956) - Linda Bement (1960) - Sylvia Hitchcock (1967) - Shawn Weatherly (1980) - Chelsi Smith (1995) - Brook Lee (1997) | 2011 - Alyssa Campanella (Top 16)            | |
| Venezuela                 | 1952           | 1952-1953, 1955-1958, 1960-                                                                                     | Miss Venezuela                           | Győztes - Maritza Sayalero (1979) - Irene Sáez (1981) - Bárbara Palacios (1986) - Alicia Machado (1996) - Dayana Mendoza (2008) - Stefanía Fernández (2009)               | 2011 - Vanessa Goncalves (Top 16)            | |
| Vietnám                   | 2004           | 2004-2005, 2008-2009, 2011                                                                                      | Miss Universe Vietnam                    | Top 15 - Nguyễn Thùy Lâm (2008) | 2008 - Nguyễn Thùy Lâm (Top 15)              | |
| Zambia                    | 1995           | 1995, 1999, 2005-2007, 2009-2010                                                                                | Miss Universe Zambia                     | - | -                                            | |

## Külső hivatkozás
- Miss World hivatalos honlap
- Miss Universe hivatalos honlap
- Miss Earth hivatalos honlap
- Miss International hivatalos honlap
- GlobalBeauties.com
- Pageantopolis.com
- CriticalBeauty.com